# Каменський Абрам Захарович
Абрам Захарович Кам'янський  (6 жовтня 1885, Луганськ — 9 лютого 1938) — народний комісар у справах державного контролю Донецької республіки.

## Біографія

### Луганськ
Народився 6 жовтня 1885 в Луганську. Член РСДРП з 1905 року (меншовик — інтернаціоналіст, з 1917 більшовик) . Учасник Темерніцкая повстання в Ростові (1905) в період Першої російської революції. Потім проживав у Луганську, з березня 1917 депутат першого Луганського Ради, з липня — секретар Луганського міськкому і член Донецько-Криворізького обкому більшовиків, редактор газети "Донецький пролетар ". Делегат 6 з'їзду РСДРП (серпень 1917), де виступав з доповіддю від Донбасу. З січня 1918 член правління націоналізованого паровозобудівного заводу Гартмана (Луганськ).

### Нарком держконтролю ДКР
Активний діяч Донецько-Криворізької Республіки, в березні-квітні 1918 року — нарком держконтролю ДКР, одночасно голова Луганського парткомітетів.

### РРФР
Потім брав участь у Царицинському поході, комісар 5-ї армії, керуючий справами РВС Північно-Кавказького округу, учасник громадянської війни. Примикав до "військової опозиції", за що був розкритикований Левом Троцьким. З березня 1919 заступник наркома національностей РСФРР Й.Сталіна. У червні 1919 — квітні 1920 року керуючий справами РВС Південного і Західного фронтів, потім знову замнаркомнаца. З 1921 начальник Головного управління навчальних закладів легкої промисловості. У 1925—1926 рр. примикав до троцькістів. З 1927 по 1933 рр. — директор Всесоюзної промисловій академії. У 1928 р. брав участь у складанні першого видання «Історії громадянської війни». З 1936 року працював у наркоматі фінансів РРФСР, начальник Відділу фінансування культури і член Колегії НКФ. Був делегатом VIII і IX з'їздів партії.
Заарештовано 6.11.1937 в Москві, засуджений за троцькізм до ВМП 9.02.1938 і в той же день розстріляний на Коммунарці.
Посмертно реабілітований у березні 1956 року.